# آرتمیس فاول و عقده آتلانتیس
آرتمیس فاول و عقدهٔ آتلانتیس (به انگلیسی: Artemis Fowl: The Atlantis Complex) جلد هفتم مجموعه آرتمیس فاول اثر اون کالفر است و در ۲۰ ژوئیه ۲۰۱۰ منتشر شده‌است.